# Pfarrkirche Dietmanns in Großdietmanns

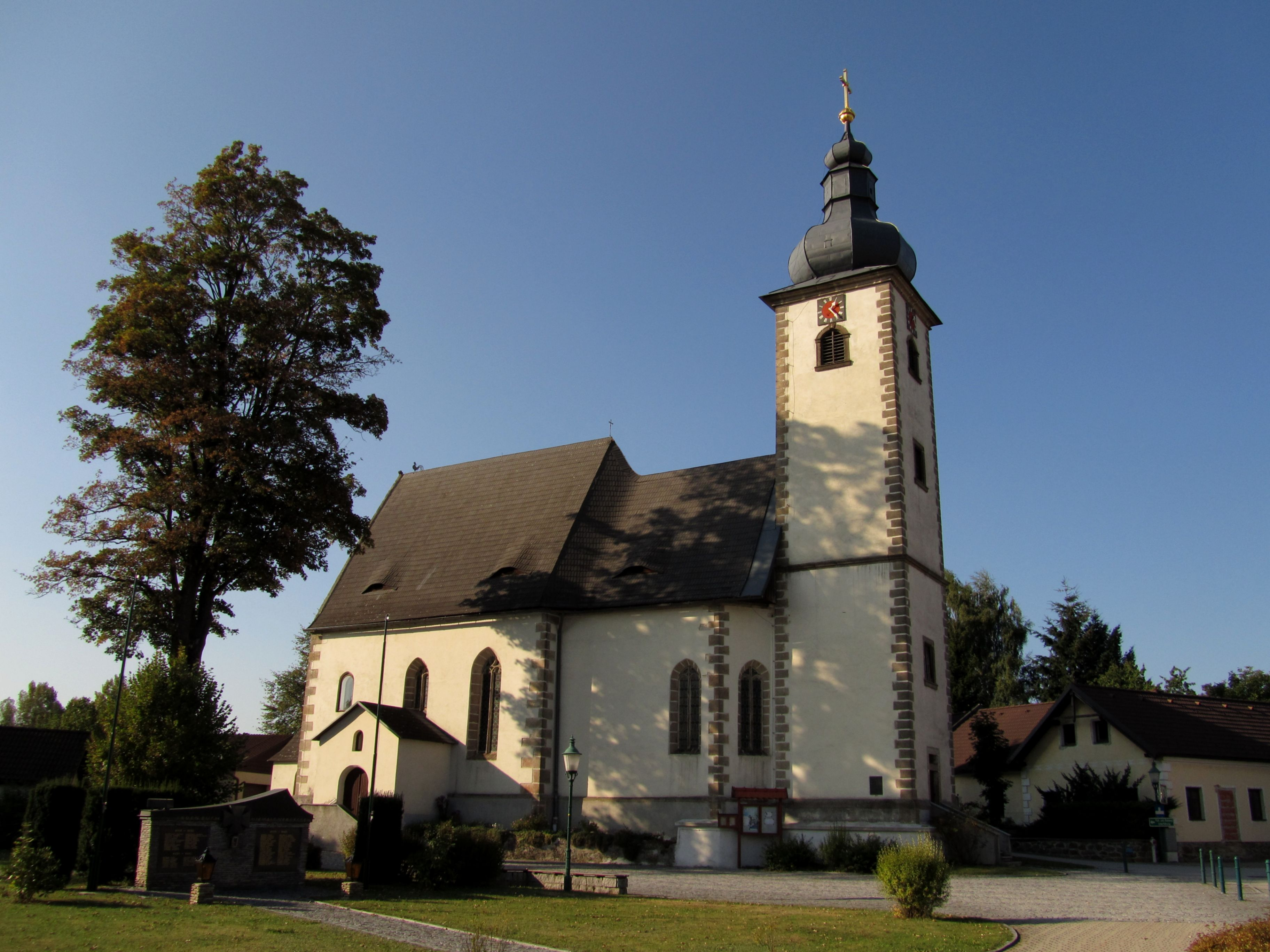
Pfarrkirche Hll. Vierzehn Nothelfer in Dietmanns in Großdietmanns

Die römisch-katholische Pfarrkirche Dietmanns in Großdietmanns steht im Ort Dietmanns in der Marktgemeinde Großdietmanns in Niederösterreich. Die Pfarrkirche Hll. Vierzehn Nothelfer gehört zum Dekanat Gmünd in der Diözese St. Pölten. Die Kirche steht unter Denkmalschutz.

## Geschichte
Die spätgotische, im Kern romanische, Kirche stammt aus der zweiten Hälfte des 15. Jahrhunderts. Der barocke Turm entstand im 17. Jahrhundert. Die Kirche wurde 1783 zur Pfarrkirche erhoben. Die Orgelempore wurde 1837 eingebaut.

## Architektur
Die spätgotische Hallenkirche hat ein dreijochiges Langhaus und einen eingezogenen zweijochigen Chor mit einem Fünfachtelschluss. Die Kirche hat südseitig zweibahnige Maßwerkfenster. Die zwei Portale im Süden und Westen haben einen Schulterbogen in einer profilierten Rechteckrahmung. Das Portal des Portalvorbaus im Süden ist ein abgefastes Rundbogentor. Der schlichten Westfassade mit einem Okulus wurde ein barocker Portalvorbau vorgestellt. Im Norden am Langhaus ist eine lange schmale Sakristei, welche am Chor mit einer breiten barocke Sakristei unter einer Stichkappentonne erweitert wurde. Am Scheitel des Chores steht ein barocker quadratischer Ostturm aus dem 17. Jahrhundert mit einem Ostportal, rundbogigen Schallfenstern und einem Zwiebelhelm.
Das dreijochige zweischiffige steil proportionierte Langhaus hat ein sechsteiliges Sternrippengewölbe auf mittigen Achtseitpfeilern und abgefasten Runddiensten. Im Westjoch ist eine platzlunterwölbte Orgelempore auf spätgotischen Achtseitpfeilern. Der eingezogene spitzbogige Triumphbogen ist abgefast. Der Chor hat ein netzförmig zusammengefasstes sechsteiliges Sternrippengewölbe auf Runddiensten mit erneuerten ornamentierten Schlusssteinen. Der Chor hat eine Sakramentsnische und ein schulterbogiges Sakristeiportal.

## Ausstattung
Der Hochaltar ist eine gesprengte Säulenädikula um 1680 mit einer Mensa, Tabernakel und Ornamentflanken aus dem 3. Viertel des 18. Jahrhunderts und zeigt das Altarbild Vierzehn Nothelfer aus der 2. Hälfte des 18. Jahrhunderts und im Auszug das Bild Heilige Dreifaltigkeit und trägt die Aufsatzfigur hl. Georg. Der Seitenaltar aus dem Ende des 17. Jahrhunderts trägt eine spätgotische Schnitzgruppe Pietà aus dem 2. Viertel des 15. Jahrhunderts. Die klassizistische Kanzel baute der Tischler Kaspar Kindermann (1811). Der Granittaufstein ist aus dem 18. Jahrhundert. Das spätgotische Weihwasserbecken mit gedrehtem Schaft entstand um 1500.
Das Orgelwerk mit 8 Registern bauten die Gebrüder Mauracher (1935) in einem klassizistischen Gehäuse aus 1837. Eine Glocke goss Johann Adalbert Perner (1816).